# Капустино (Вілейський район, Ільїнська сільська рада)
Капустино (біл. вёска Капусціна) — село в складі Вілейського району Мінської області, Білорусь. Село підпорядковане Іллінській сільській раді, розташоване в північній частині області.